# هاوارد ويب
هاوارد ميلتون ويب (بالإنجليزية: Howard Webb)‏ من مواليد 14 يوليو 1971 في روثرهام في يوركشاير في إنجلترا، حكم كرة قدم إنجليزي دولي معتزل(2014) ويعمل حاليّاً كخبير في لجنة التحكيم لدى الاتحاد السعودي لكرة القدم بدءاً من موسم 2015 .
حكم في كأس الأمم الأوروبية لكرة القدم 2008 وفي كأس العالم 2010.
وقاد نهائي 2010 لكأس دوري ابطال أوروبا(الشامبيونز ليج).
ويصنف هاوارد من أفضل ثلاث حكام سابقاً بالعالم بجانب السويسري ماسيمو بوساكا والإسباني ميخينتو جونزالس. ولقد اختير حكما لنهائي كأس العالم 2010 بين أسبانيا وهولندا. حاز على جائزة أفضل حكم في إنجلترا موسم 2009/2010
وقاد نهاية كأس العالم التي جمعت بين هولندا وإسبانيا في شهر يوليوز من 2010 م والتي انتصرت فيها إسبانيا واحد لصفر. خلال هذه المواجهة أخرج فيها أربعة عشر(14) بطاقة صفراء، ونتجت عنها بطاقة حمراء واحدة. وبذلك يكون قد حطم الرقم القياسي في إعطاء البطاقات في مواجهة نهائي كأس العالم، والتي كانت فقط ستة (6) بطاقات في نهاية 1986.
| سبقه هوراسيو أليزوندو | حكم المبارة النهائية في كاس العالم 2010 | تبعه نيكولا ريتزولي |

## وصلات خارجية
- هاوارد ويب على موقع Soccerway.com (الإنجليزية)

- Howard Webb Profile at Refworld.com (Archived)